# СЭЗ Тэгу-Кёнбук
СЭЗ Тэгу-Кёнбук – свободная экономическая зона, расположенная в юго-восточной части Республики Корея. СЭЗ Тэгу-Кёнбук делится на 8 сегментов, раскинувшихся на более чем 20-километровой площади в мегаполисе Тэгу в провинции Кёнсанбукдо (Кёнбук) (города Похан, Кёнсан и Йончхон). Согласно данным на январь 2014 года, в СЭЗ Тегу-Кёнбук располагаются 150 организаций различного профиля, привлекающих более чем 2 млрд долл капиталовложений.
В регионе Тегу-Кёнбук проживают 5,5 миллионов человек и располагаются более 13% национальных производственных мощностей, включая транснациональные корпорации Samsung, LG, Hyundai и POSCO. СЭЗ Тэгу-Кёнбук специализируется на 4 основных отраслях производства: информатизации, высокотехнологичных средствах доставки, природосберегающей возобновляемой энергии и услугах в области науки и знаний. В 2020 году планируется завершить развитие этих областей. Представительства СЭЗ Тегу-Кёнбук располагаются в Тегу и Сеуле.

## История
СЭЗ Тэгу-Кёнбук была учреждена правительством Республики Корея 6 мая 2008 года, офисы управления открылись 13 августа 2008 года. В настоящее время уполномоченным комиссаром СЭЗ Тэгу Кёнбук является Бюн-Рок Чхои.

## Промышленный район Сонсо
Промышленный район Сонсо – это  комплекс высокотехнологичных компаний, специализирующихся на автомобилестроительной и приборостроительной промышленности, а также на внедрении информационных технологий.
В январе 2011 года промышленный район Сонсо был приписан к научно-исследовательской зоне Тэгу, поэтому больше не является частью СЭЗ Т-К, хотя несколько иностранных компаний все ещё находятся на территории комплекса.  В апреле 2011 года Samsung LED и японская компания Sumimoto Chemical сообщили о намерении инвестировать в СЭЗ 460 миллиардов вон (прибл. $ 425 млн.) для формирования совместного предприятия, производящего центральные элементы светодиодов (Сапфировые пластины) в 5-м высокотехнологичном промышленном комплексе Сонсо. Stion (США), изготовитель солнечных батарей с применением тонкой плёнки селенида меди-индия-галлия, сообщали о намерении весной 2012 инвестировать в район Сонсо $ 320 миллионов.

## Район научных исследований и опытно-конструкторских работ (НИОКР) Кёнсан
Участок Кёнсан находится все ещё на стадии строительства. По завершении, этот участок будет оборудован под НИОКР и производство строительного оборудования и медицинских приборов. Планируется наладить сотрудничество между районом Кёнсан и узкой группой частных образовательных институтов региона.

## Район моды и дизайна Эзиаполис
Эзиаполис – район моды, сочетающий в себе специализацию на рекламе, промышленности и предоставлении жилищных условий и площадей. Эзиаполис предоставляет пространство для магазинов одежды, ресторанов и прочих предприятий индустрии развлечений. В район также включены многочисленные модельные текстильные институты образования и НИОКР: Текстиль-центр Тегу, Корейский политехнический колледж моды и текстиля, корейский исследовательский институт индустрии моды. Международная школа Тегу, открывшаяся в сентябре 2010 года также является частью Эзиаполиса.

## Центр Международной Культуры
Ориентирован на игровую индустрию. Обозначен центральным правительством как район популяризации культуры в апреле 2008 г. В настоящее время в районе располагаются порядка 109 культурно-технологических компаний, в планах которых расширение деятельности Центра Медиавещания, Игрового Комплекса

## Технополис Тэгу
Должен стать ведущим высокотехнологичным научным центром Юго-Восточной Азии. Сочетает НИОКР, образование и высокотехнологичную экологически чистую промышленность. В рамках деятельности района созданы и работают филиалы национальных институтов и университетов, специализирующиеся на промышленной конвергенции от автомобильной, телекоммуникационной и электронной до разработки экологически чистых источников энергии.

## Медицинский район Сусон
Взял на себя роль центра восточной медицины в Корее, соединив традиционную восточную и западную медицину. Является своего рода центром паломничества для исследователей альтернативной медицины. Медицинский район Сусон ставит целью привлечь интерес иностранных медицинских учреждений, Школы Медиков, учреждений для медицинского туризма и научно-исследовательских предприятий.

## Медико-технический район Синсо
Расположен в пределах города инноваций Тэгу. Представляет собой ряд высокотехнологичных медицинских предприятий стоимостью по меньшей мере 5,6 трлн вон ($4.6 млрд).

## Технопарк Ёнчон
Производственно-промышленный комплекс. В районе расположен Автопарк, снабжающий запчастями ближайшие автомобилестроительные предприятия, включая Hyundai Motors. В будущем будет снабжать ВВС Республики Корея компонентами авиационной радиоэлектроники.

## Промышленный район Ёнчон
Район специализированный на логистике и производстве запчастей для автомобильной промышленности, авиационной радиоэлектроники. Поддержка и технологическая экспертиза будут обеспечиваться Кёнбукским институтом гибридных технологий и Кёнбукским исследовательским институтом транспортно-внедренческих технологий.

## Район технологического объединения Похан
Расположен в центре энергетического кластера восточного побережья Кореи. В рамках кластера функционируют самые большие в стране комплексы ветрогенераторов и АЭС. Район так же известен благодаря расположению в нём лучших исследовательских институтов в стране. В этом районе расположена единственная в Корее лаборатория с ускорителем частиц.